# Four Seasons Hotels and Resorts

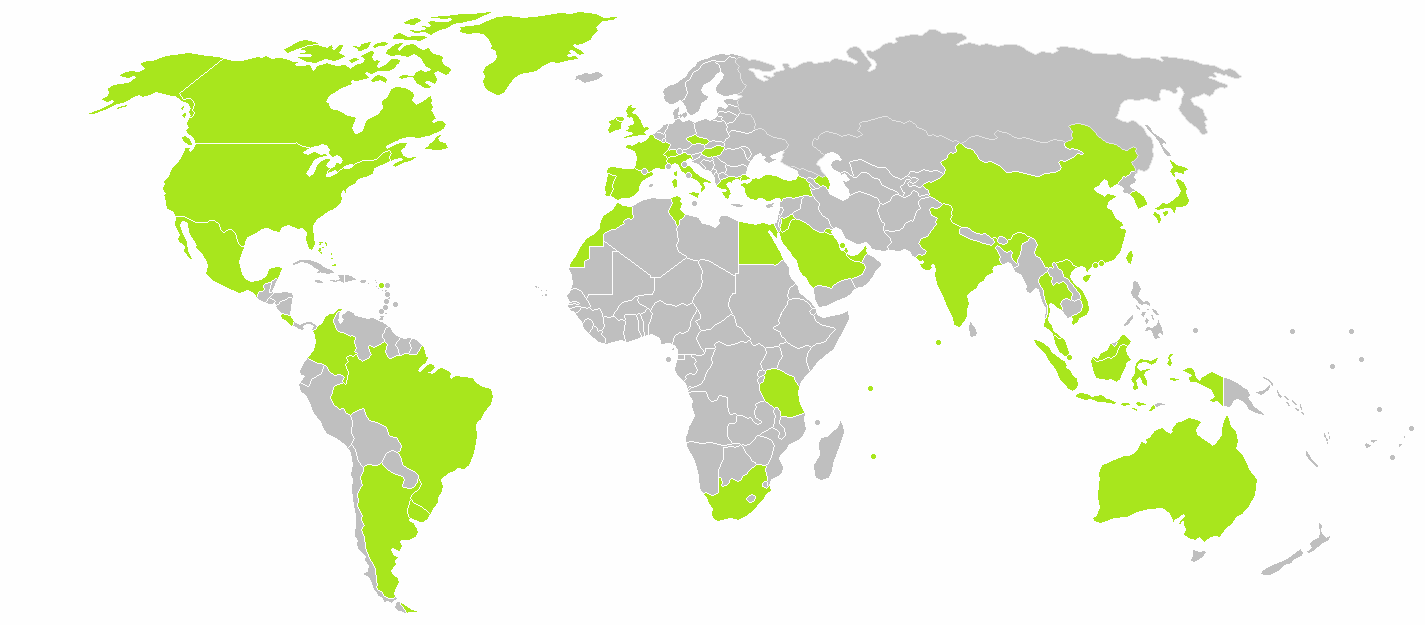
Le groupe Four Seasons Hotels & Resorts dans le monde.

Cet article concerne le groupe hôtelier. Pour le groupe de musique, voir The Four Seasons.
Four Seasons Hotels and Resorts est un groupe hôtelier de luxe international dont le siège se trouve à Toronto au Canada.

La société a été créée par Isadore « Issy » Sharp en 1960 avec l'ouverture du premier Four Seasons à Toronto. Depuis 2007, le groupe appartient au duo Al-Walid et Bill Gates.

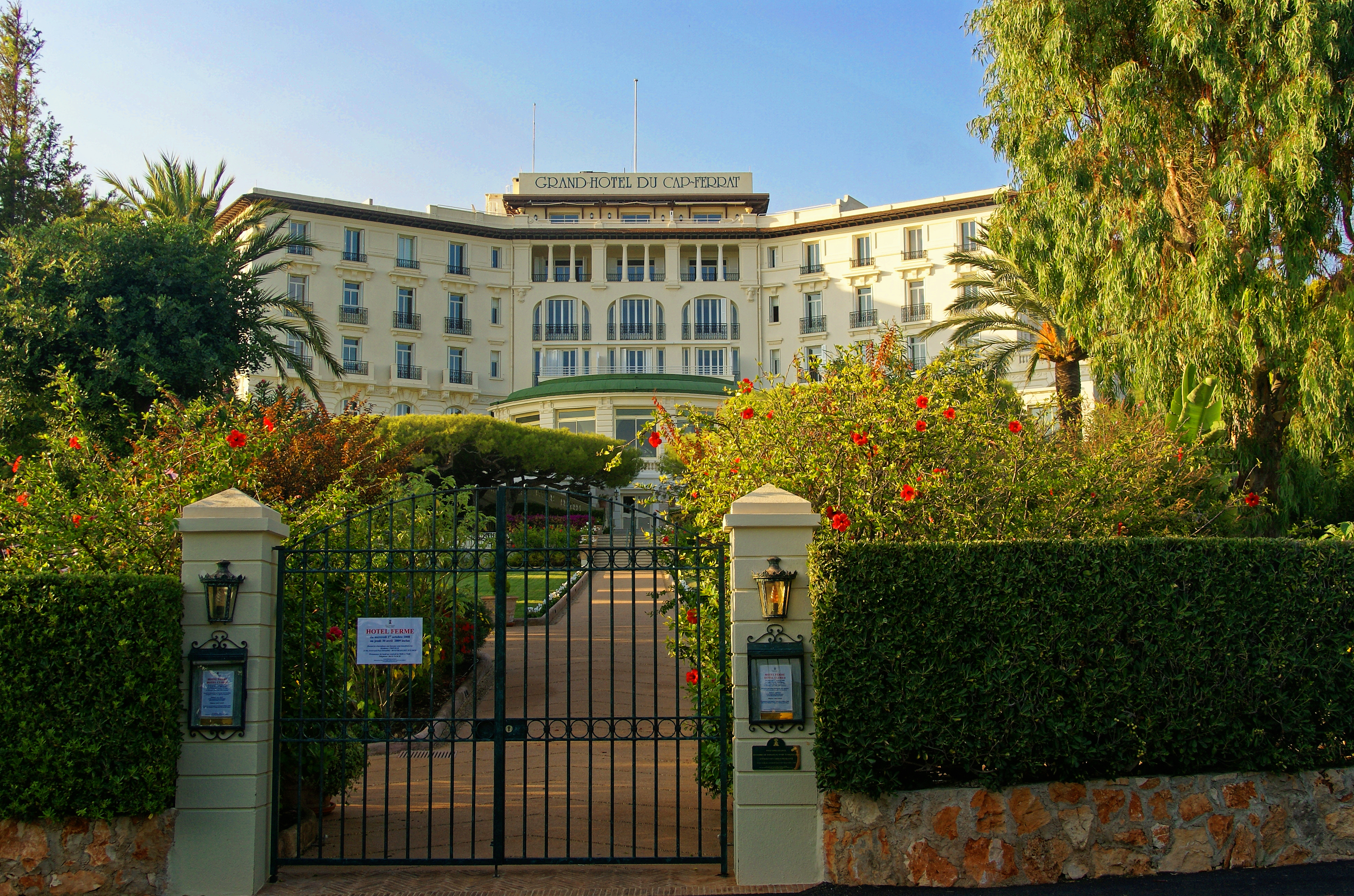
Four Seasons Grand Hôtel de Saint-Jean-Cap-Ferrat.

## Histoire
Isadore « Issy » Sharp ouvre le Four Seasons Motor Hotel en 1961 à Toronto. Depuis sa création, Four Seasons ne possède pas les murs de ses hôtels mais signe des contrats d'exploitation avec leurs propriétaires, un modèle devenu norme dans l'hôtellerie internationale dans les années 2000.
En novembre 2006, Four Seasons Hotels and Resorts et ses 74 hôtels sont rachetés à 90% par Bill Gates (via sa holding Cascade Investment) et la Kingdom Hotels International,.
En 2008, après avoir ouvert son resort dans les Maldives, Four Seasons annonce deux nouvelles ouvertures, aux Seychelles et à Maurice.
En 2013, Four Seasons compte 92 hôtels, et annonce ouvrir ses axes de développement sur l'Europe et l'Amérique latine.
En 2014, Four Seasons annonce le lancement d'une offre insolite : la mise en service d'un Boeing 757 aux couleurs de Four Seasons, aménagé uniquement en première classe pour ses 52 passagers, qui effectue un tour du monde en trois semaines et achemine les voyageurs à une sélection d'hôtels appartenant au groupe, pour la bagatelle de 119 000 $ par voyageurs,.
Fin 2015, Four Seasons annonce l'ouverture à l'horizon 2016-2017 de 12 nouveaux hôtels en Asie, au Moyen-Orient, et sur l'ensemble du continent américain. Son deuxième hôtel à New York, le Four Seasons Hotel New York Downtown, ouvre en octobre 2016. Son deuxième hôtel au Japon ouvre également fin 2016. En septembre 2017, Four Seasons annonce la reprise de son premier hôtel en Grèce, le lancement de son premier hôtel en Tunisie, et la création de son offre de résidence hôtelière Private Residences.
En France, Four Seasons annonce l'ouverture en novembre 2017 de sa première destination en montagne en Europe à Megève.
Le Four Seasons Bangkok, conçu par l'architecte Jean-Michel Gathy, a ouvert ses portes en 2020 .

## Hôtels et Resorts
Four Seasons Hotels & Resorts est composé de plus de 128 hôtels dans 47 pays. L’entreprise est basée à Toronto au Canada. Four Seasons appartient à 90% Cascade Investment et Kingdom Hotels International. Liste non-exhaustive de propriétés Four Seasons Hotels & Resorts :

### Amérique du Nord
- Le Four Seasons Hotel Atlanta situé dans l'immeuble GLG Grand à Atlanta. Inauguré en 1992.
- Le Four Seasons Los Angeles de Beverly Hills.
- Le Four Seasons Hotel New York inauguré en 1993. Il compte 52 étages pour 208 mètres. C'est à ce jour le 42e gratte-ciel le plus haut de New York.
- Le Four Seasons Hotel Mexico City situé à Mexico, au Mexique, inauguré en mars 1994.
- Le Four Seasons Resort Punta Mita situé à Punta Mita, au Mexique, inauguré en septembre 1999.
- Le Four Seasons Hotel Miami est le nom d'un gratte-ciel de Miami, en Floride. Inauguré en 2003, haut de 242 mètres et comptant 72 étages, c'est le plus grand immeuble de l'État et le plus haut immeuble résidentiel situé au sud de New York. Le Four Seasons Hotel occupe les étages 8 à 40.
- Le Four Seasons Hotel Las Vegas. Il est situé à côté du Mandalay Bay, au bout du Strip (Las Vegas boulevard). Il y a 434 chambres dans l'hôtel. Elles se trouvent au dernier étage du Mandalay Bay. Le Four Seasons est uniquement un hôtel, il n'y a pas de casino ce qui est exceptionnel à Las Vegas pour un hôtel de luxe. L'hôtel comporte deux restaurant dont une terrasse extérieure ce qui est là aussi unique pour la ville. C'est tout le charme de cet hôtel.
- Le Four Seasons Hotel & Private Residences Denver situé à Denver. Inauguré en 2010.
- Le Four Seasons Hotel & Résidences Montréal ouvre ses portes le 8 mai 2019, après une absence de 20 ans dans la ville de Montréal. L'hôtel est rattaché au Grand magasin de Luxe Holt Renfrew Ogilvy.

### Amérique latine
- Le Four Seasons Resort Nevis situé à Charlestown, à Saint-Christophe-et-Niévès, inauguré en février 1991.
- Le Four Seasons Hotel Buenos Aires situé à Buenos Aires en Argentine, inaugré en avril 1992.
- Le Four Seasons Resort Costa Rica at Peninsula Papagayo situé à Liberia au Costa Rica, inaugré en janvier 2004.
- Le Four Seasons Hotel Casa Medina Bogotá situé à Bogota en Colombie, inaugré en 2015.
- Le Four Seasons Hotel Bogotá situé à Bogota en Colombie, inaugré en avril 2016.
- Le Four Seasons Anguilla situé à Anguilla, au Royaume-Uni, inauguré en octobre 2016. Il dispose de 181 chambres et 50 suites[17].
- Le Four Seasons Hotel São Paulo at Nações Unidas situé à Sao Paulo au Brésil.
- Le Four Seasons Hotel Mexico City situé à Los Cabos, au Mexique, inauguré en 2019.

### Afrique
- Le Four Seasons Resort Mauritius at Anahita situé à l'Île Maurice, inauguré en octobre 2008.
- Le Four Seasons Resort Seychelles situé dans la Baie Lazare, aux Seychelles, inauguré en février 2009.
- Le Four Seasons Safari Lodge Serengeti situé à Serengeti, en Tanzanie, inauguré en décembre 2012.
- Le Four Seasons Hotel The Westcliff Johannesburg situé à Johannesburg, en Afrique du Sud, inauguré en décembre 2014.
- Le Four Seasons Resort Seychelles at Desroches Island situé dans l'Île Desroches, aux Seychelles, inauguré en mars 2018
- Le Four Season Resort Marrakech situé dans 1 Av. de la Ménara, Marrakech, au Maroc, inauguré en février 2011.
- Le Four Season Hotel Casablanca situé dans le Boulevard de la Corniche, Casablanca, au Maroc, inauguré en novembre 2015[18].
- Le Four Seasons Hotel Tunis ouvre ses portes en décembre 2017 avec une ouverture commerciale officielle à partir du 11 décembre 2017.
- Le Four Seasons Hotel Rabat à Kasr Al Bahr ouvre ses portes en septembre 2024.

Situé sur une colline dans le quartier Gammarth et avec de magnifiques vues sur la Mer Méditerranée, l’hôtel sera « un hôtel chic et amical. L’hôtel se compose de 203 chambres, dont 35 suites, avec une superficie de chambres à partir de 55 mètres carrés. La plupart offrent une vue sur la Méditerranée et s'ouvrent toutes sur une terrasse ou un balcon. L'atmosphère est lumineuse et spacieuse.

### Asie
- Le Four Seasons Resort Bali at Jimbaran Bay situé à Bali, en Indonésie, inauguré en juin 1993.
- Le Four Seasons Resort Chiang Mai situé à Chiang Maï, en Thaïlande, inauguré en avril 1995.
- Le Four Seasons Hotel Singapore situé à Singapour, inauguré en novembre 1994.
- Le Four Seasons Resort Bali at Sayan situé à Bali, en Indonésie, inauguré en février 1998.
- Le Four Seasons Resort Maldives at Kuda Huraa aux Maldives, inauguré en mai 1998.
- Le Four Seasons Hotel Shanghai situé à Shanghai, en Chine, inauguré en octobre 2002.
- Le Four Seasons Hotel Tokyo at Marunouchi situé à Tokyo, au Japon, inauguré en octobre 2002.
- Le Four Seasons Maldives Four Seasons Explorer aux Maldives, inauguré en décembre 2002.
- Le Four Seasons Resort Langkawi situé à Langkawi, en Malaisie, inauguré en mai 2005.
- Le Four Seasons Hotel Hong Kong situé à Hong Kong, inauguré en septembre 2005.
- Le Four Seasons Tented Camp Golden Triangle situé à Chiang Raï, en Thaïlande, inauguré en janvier 2006.
- Le Four Seasons Resort Maldives at Landaa Giraavaru aux Maldives, inauguré en novembre 2006.
- Le Four Seasons Resort Koh Samui situé à Koh Samui, en Thaïlande, inauguré en février 2007.
- Le Four Seasons Hotel Mumbai situé à Bombay, en Inde, inauguré en mai 2008.
- Le Four Seasons Hotel Macao Cotai Strip situé à Macao, inauguré en août 2008.
- Le Four Seasons Hotel Hangzhou at West Lake situé à Hangzhou, en Chine, inauguré en octobre 2010.
- Le Four Seasons Hotel Guangzhou situé à Guangzhou, en Chine, inauguré en juillet 2012.
- Le Four Seasons Hotel Shanghai at Pudong situé à Shanghai, en Chine, inauguré en septembre 2012.
- Le Four Seasons Hotel Baku situé à Bakou, en Azerbaïdjan, inauguré en septembre 2012.
- Le Four Seasons Hotel Beijing situé à Pékin, en Chine, inauguré en novembre 2012.
- Le Four Seasons Hotel Shenzhen situé à Shenzhen, en Chine, inauguré en septembre 2013.
- Le Four Seasons Hotel Seoul situé à Séoul, en Corée du Sud, inauguré en 2015.
- Le Four Seasons Hotel Jakarta situé à Jakarta, en Indonésie, inauguré en 2016.
- Le Four Seasons Private Island Maldives Private Island at Voavah, Baa Atoll aux Maldives, inauguré en 2016.
- Le Four Seasons Hotel Kyoto situé à Kyoto, au Japon, inauguré en octobre 2016.
- Le Four Seasons Resort Hoi An (The Nam Hai) situé à Hội An, au Viêt Nam, inauguré en décembre 2016.
- Le Four Seasons Hotel Tianjin situé à Tianjin, en Chine, inauguré en janvier 2017.
- Le Four Seasons Hotel Kuala Lumpur situé à Kuala Lumpur, en Malaisie, inauguré en juillet 2018.
- Le Four Seasons Hotel Bengaluru at Embassy ONE situé à Bengalore, en Inde, inauguré en mai 2019.
- Le Four Seasons Hotel Tokyo at Otemachi situé à Tokyo, au Japon, inauguration à venir.
- Le Four Seasons Hotel Bangkok at Chao Phraya River situé à Bangkok, en Thaïlande, inauguration à venir.

### Europe
- Le Four Seasons Hotel Milano, situé à Milan, en Italie, inauguré en avril 1993.
- Le Istanbul at the Bosphorus, situé à Istanbul, en Turquie, inauguré en janvier 1996.
- Le Four Seasons Hotel Ritz Lisbon, situé à Lisbonne, au Portugal, inauguré en janvier 1998.
- Le Four Seasons Hotel George-V, situé à Paris 8e, en France, inauguré en décembre 1999.
- Le Four Seasons Hotel Prague, situé à Prague, en Tchéquie, inauguré en février 2001.
- Le Four Seasons Hotel Gresham Palace, situé à Budapest, en Hongrie, inauguré en juin 2004.
- Le Four Seasons Hotel Hampshire, situé à Dogmersfield, au Royaume-Uni, inauguré en février 2005.
- Le Four Seasons Hotel des Bergues, situé à Genève, en Suisse, inauguré en novembre 2005.
- Le Four Seasons Hotel Firenze, situé à Florence, en Italie, inauguré en juin 2008.
- Le Istanbul at Sultanahmet, situé à Istanbul, en Turquie, inauguré en juin 2008.
- Le London at Park Lane, situé à Londres, au Royaume-Uni, inauguré en janvier 2011.
- Le Lion Palace St. Petersburg, situé à Saint-Pétersbourg, en Russie, inauguré en juillet 2013.
- Le Four Seasons Hotel Moscow, situé à Moscou, en Russie, inauguré en octobre 2014.
- Le Grand-Hôtel du Cap-Ferrat, situé à Saint-Jean-Cap-Ferrat, en France. Inauguré en 1908, acheté par Four Seasons en mai 2015.
- Le London at Ten Trinity Square, situé à Londres, au Royaume-Uni, inauguré en janvier 2017.
- Le Four Seasons Hotel Megève, situé à Megève, en France, inauguré en décembre 2017.
- Le Astir Palace Hotel Athens, situé à Athènes, en Grèce, inauguré en 2019.
- Les Chalets du Mont d'Arbois, situé à Megève, en France, inauguré en décembre 2019.
- San Domenico Palace, situé à Taormine, en Sicile.
- Le Four Seasons Hotel Madrid, situé à Madrid, en Espagne, inauguré en 2021.
- Le Four Seasons Megève inauguré en 2020.

### Moyen-Orient
- Le Four Seasons Hotel Cairo at The First Residence situé au Caire, en Égypte, inauguré en mai 2000.
- Le Four Seasons Resort Sharm El Sheikh Egypt situé à Charm el-Cheikh, en Égypte, inauguré en mai 2002.
- Le Four Seasons Hotel Riyadh situé à Riyad, en Arabie Saoudite, inauguré en février 2003.
- Le Four Seasons Hotel Amman situé à Amman, en Jordanie, inauguré en mai 2003.
- Le Four Seasons Hotel Cairo at Nile Plaza situé au Caire, en Égypte, inauguré en décembre 2004.
- Le Four Seasons Hotel Damascus situé à Damas en Syrie, inauguré en 2005. Le 19 juin 2019, Four Seasons met un terme à sa participation à la gestion de cet hôtel à la suite des sanctions américaines visant Samer Foz, un des copropriétaires de cet hôtel car il est accusé d'entretenir des liens étroits avec le président Bachar el-Assad.
- Le Four Seasons Hotel Doha situé à Doha, au Qatar, inauguré en avril 2005.
- Le Four Seasons Hotel Alexandria situé en Alexandrie, en Égypte, inauguré en juillet 2007.
- Le Four Seasons Hotel Beirut situé à Beyrouth, au Liban, inauguré en janvier 2010.
- Le Four Seasons Resort Dubai at Jumeirah Beach situé à Dubaï, aux Émirats arabes unis, inauguré en novembre 2014.
- Le Four Seasons Hotel Bahrain Bay situé à Manama, à Bahreïn, inauguré en mars 2015.
- Le Four Seasons Hotel Dubai International Financial Centre situé à Dubaï, aux Émirats arabes unis, inauguré en mars 2016.
- Le Four Seasons Hotel Abu Dhabi at Al Maryah Island situé à Abu Dhabi, aux Émirats arabes unis, inauguré en mai 2016.
- Le Four Seasons Hotel Kuwait At Burj Alshaya situé à Al Murqab, au Koweït, inauguré en août 2017.

### Océanie et Pacifique
- Le Four Seasons Resort Hualālai Lanai, Hawaii inauguré en 1991.
- Le Four Seasons Resort Lanai, Hawaii, inauguré en	2019.
- Le Four Seasons Resort Maui Oahu Ko Olina d'Hawaii inauguré en 2016.
- Le Four Seasons Hotel Sydney, situé à Sydney en Australie, inauguré en octobre 1982.
- Le Four Seasons Resort Bora Bora, situé à Bora Bora en Polynésie française, inauguré en septembre 2008.

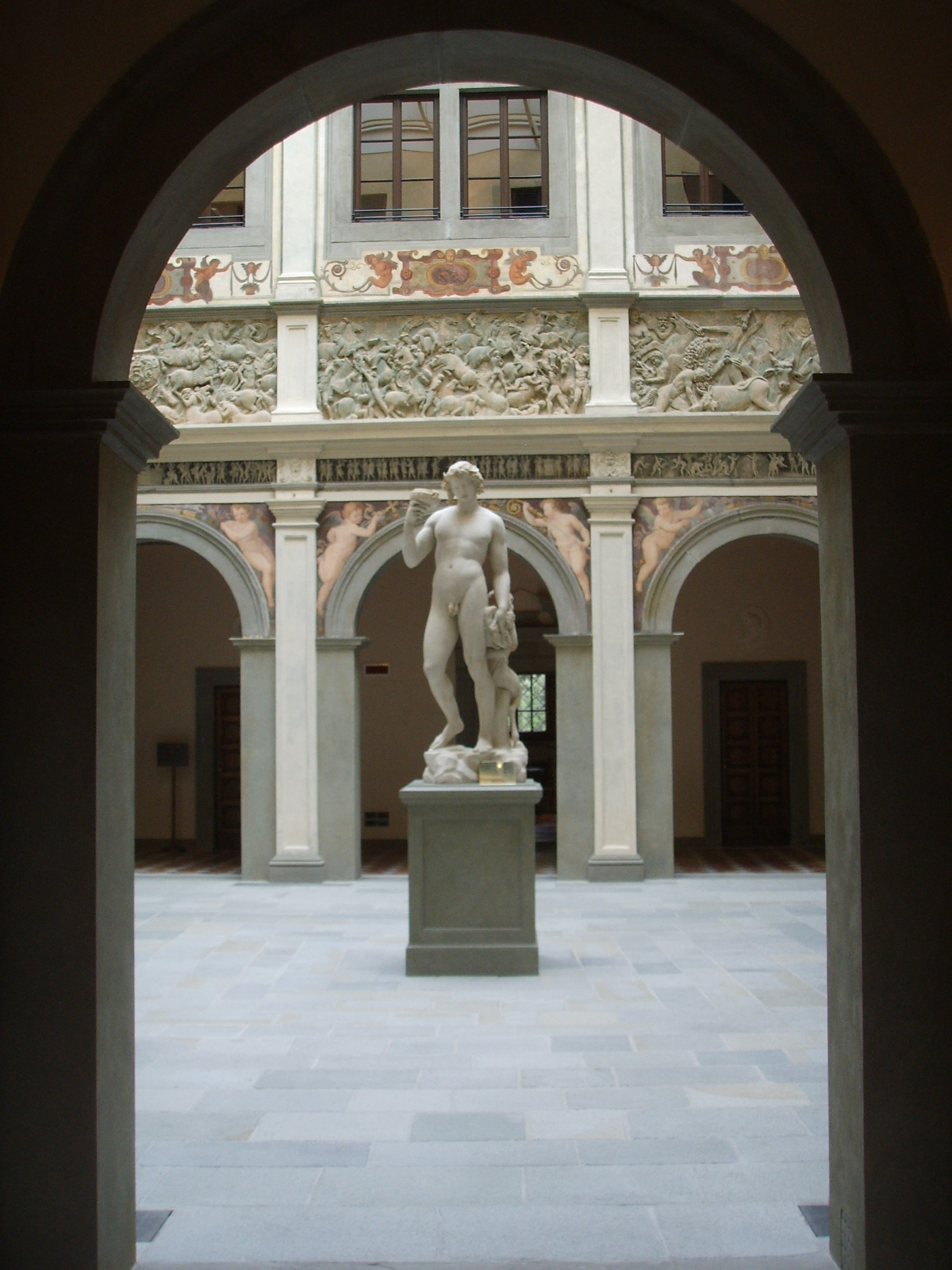
Le Palazzo della Gherardesca à Florence.
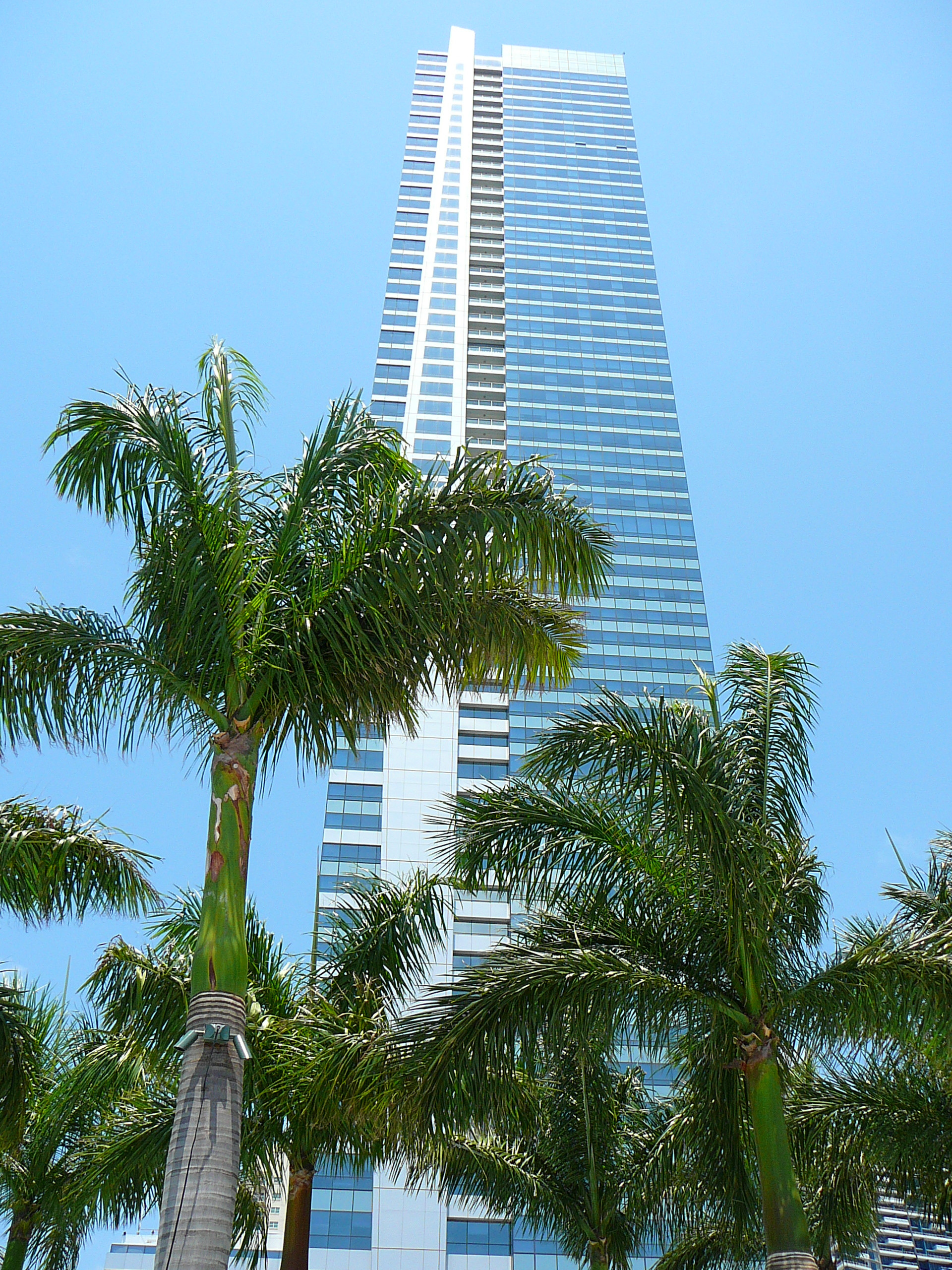
Four Seasons Hôtel Miami.
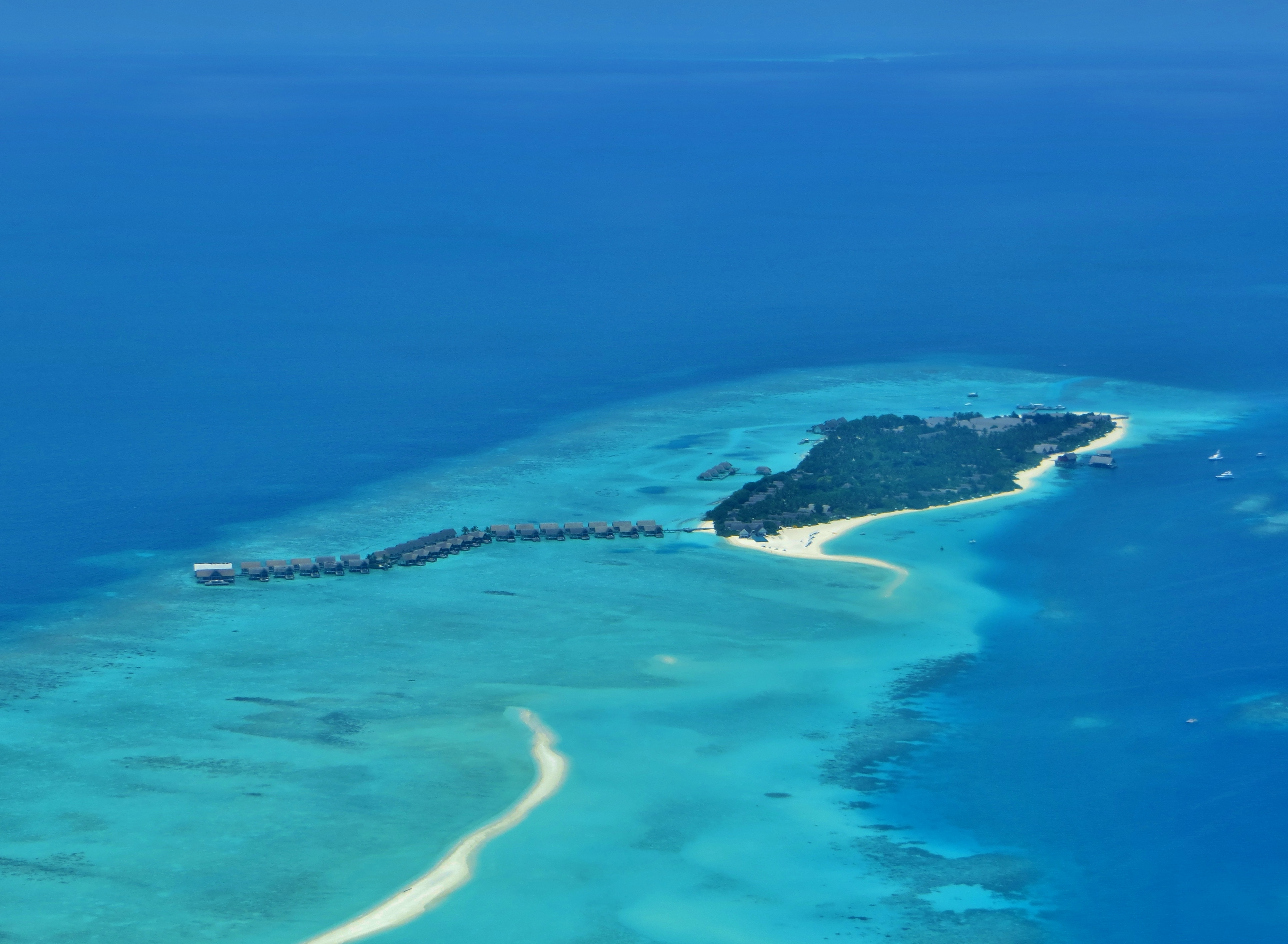
Four Seasons de Landaa Giraavaru (Maldives).
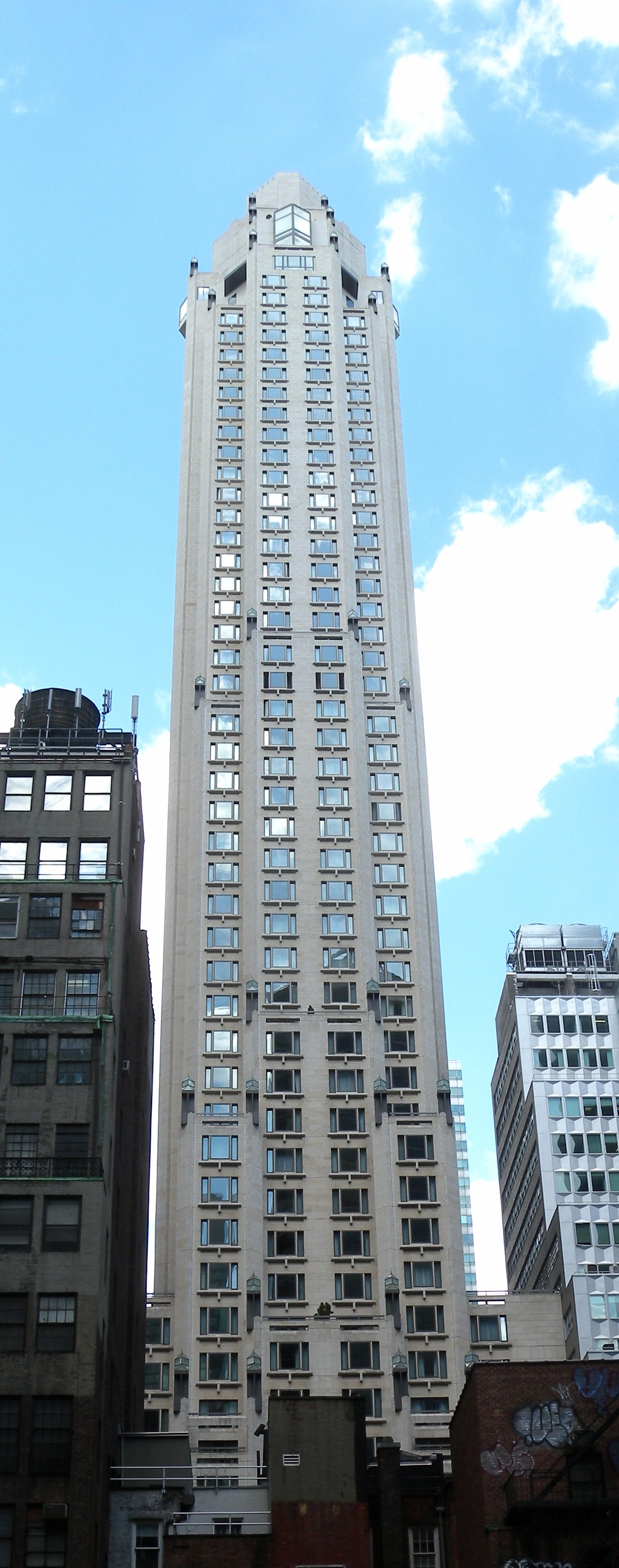
Four Seasons Hotel New York situé à New York.

## Jet privé
Depuis 2015, le Four Seasons Private Jet permet de faire le tour du monde à travers de 4 circuits. Les clients séjourneront dans les hôtels Four Seasons dans chaque pays. Le Jet fait escale notamment aux Pyramides de Gizeh, Marrakech, à l'île Maurice, au Rwanda, aux chutes Victoria, aux Maldives, Angkor Wat, Tokyo, au Taj Mahal, à Bali et termine par Bora Bora,.

## Yacht privé
En septembre 2022, le Four Seasons a annoncé le Four Seasons Yachts, construit par le chantier Fincantieri en Italie, il doit être lancé en haute mer en 2025.
Le premier des trois yachts mesurera 200 mètres de long, 95 suites et 14 ponts, avec un réseau de suites qui comportera plusieurs combinaisons de suites pour créer des résidences de type villa. Chaque suite offrira des baies vitrées jusqu’à 2,4 mètres et de vastes terrasses. Les appartements commenceront à une moyenne de 54 m2 intérieur/extérieur, mais 60% des suites du navire seront supérieures à 76 m2. La plus grande suite du yacht, et en mer, sera la « Funnel Suite ». Elle sera composée de quatre niveaux, offrant plus de 892 m2 d’espace intérieur et extérieur combiné, y compris une piscine privée et un thalasso et spa privé. 
Nommé Four Seasons I, le lancement commercial est prévu pour janvier 2026, avec Kate McCue comme commandant de bord.